# Remember: War of the Son
Remember: War of the Son (Koreaans: 리멤버 – 아들의 전쟁; Rimembeo - Adeul-ui Jeonjaeng) is een Zuid-Koreaanse televisieserie uitgezonden in 2015-2016 met Yoo Seung-ho, Park Min-young, Park Sung-woong, Jung Hye-sung en Namgung Min in de hoofdrollen. De serie werd uitgezonden door SBS in 20 afleveringen vanaf 9 december 2015.

## Plot
Seo Jin-woo heeft een zeldzame aandoening, genaamd hyperthymesia, dat hem in staat brengt om alles, elke dag, tot in detail te herinneren. Zijn vader, Seo Jae-hyuk, vergeet steeds meer, daar hij aan Alzheimer lijdt. Toen Seo Jae-hyuk onterecht werd beschuldigd van verkrachting en moord, belooft Jin-woo de onschuld van zijn vader te bewijzen. Vier jaar later is Jin-woo advocaat geworden om de echte dader achter de tralies te zetten, maar omkoperij, corruptie en verraad zorgen ervoor dat hij een moeilijk pad moet begaan naar rechtvaardigheid.

## Rolverdeling

### Hoofdrollen
- Yoo Seung-ho als Seo Jin-woo

Gebruikmakend van zijn uitmuntende geheugen, was hij in staat om de jongste advocaat van Zuid-Korea te worden nadat hij gestopt was met school om de onschuld van zijn vader te bewijzen voordat hij wordt geëxecuteerd.
- Park Sung-woong als Park Dong-ho

Een advocaat met een winstpercentage van 100% maar is berucht om voor zaken te vechten van de rijken en machtigen, ongeacht of zijn cliënten onschuldig zijn of niet.
- Park Min-young als Lee In-ah

Naast Park Dong-ho is zij de enige die gelooft dat Seo Jin-woo's vader onschuldig is. Nadat ze een aanklager geworden is gelooft ze dat eerlijkheid en waarheid het langste duren.
- Jung Hye-sung als Nam Yeo-kyung

Klasgenoot en collega van Lee In-ah. Ze is de zus van Nam Gyu-man en is al snel aangetrokken tot Seo Jin-woo vanwege zijn geweldige eigenschappen.
- Namgung Min als Nam Gyu-man

De gestoorde en rijke antagonist, Nam Gyu-man, is verantwoordelijk voor de misdaad waarvan Seo Jin Woo's vader onterecht van beschuldigd is. Hij is meedogenloos in zijn gedrag maar vreest heel erg voor zijn vader Nam Il-ho.

### Bijrollen
- Jun Kwang-ryu als Seo Jae-hyuk (Jin-woo's vader)

Hij is onterecht beschuldigd voor de daden waar Nam Gyu-man verantwoordelijk voor is en is veroordeeld tot de doodstraf. Hij lijdt aan Alzheimer en is niet in staat om zijn onschuld te bewijzen.
- Han Jin-hee als Nam Il-ho (vader van Gyu-man en Yeo-kyung)
- Lee Si-eon als Ahn Soo-bum (rechterhand van Nam Gyu-man)

Hij is de onderdanige assistent en boksbeugel van Nam Gyu-man.
- Um Hyo-sup als Hong Moo-suk

De tegenstander van Park Dong-ho en In-ah's baas Tak Young-jin die nadat hij samenzweert met de familie Nam en onterecht Seo Jae-hyuk veroordeelt, machtiger wordt op het aanklagerskantoor.
- Jung In-gi als In-ah's vader
- Park Hyun-suk als In-ah's moeder
- Lee Won-jong als Sook Joo-il

Een gangster die als een vader is voor Park Dong-ho maar is veroordeeld tot de orders van de familie Nam.
- Song Young-kyu als Tak Young-jin
- Kim Ji-hoon als Byun Sang-ho (de rechterhand van Park Dong-ho)
- Han Bo-bae als Oh Jung-ah

Het meisje dat op brute wijze werd vermoord door Nam Gyu-man, waarbij Seo Jae-hyuk tot zondebok werd gemaakt voor zijn acties.
- Maeng Sang-hoon als Jung-ah's vader
- Lee Si-ah als Kim Han-na
- Kim Hyung-bum als Song Jae-ik
- Kim Jin-woo als rechter Kang Suk-gyu
- Lee Jeong-eun als Yeon Bo-mi
- Lee Seung-hyung als Lee Jung-hoon
- Oh Na-ra als aanklager Chae Jin-kyung

## Kijkcijfers
| Aflevering | Datum van uitzenden | Kijkcijfers in percentages | Kijkcijfers in percentages | Kijkcijfers in percentages | Kijkcijfers in percentages | Kijkcijfers in percentages |
| Aflevering | Datum van uitzenden | TNmS Ratings               | TNmS Ratings               | AGB Nielsen                | AGB Nielsen                |                            |
| Aflevering | Datum van uitzenden | Nationaal                  | Regio Seoul                | Nationaal                  | Regio Seoul                |                            |
| ---------- | ------------------- | -------------------------- | -------------------------- | -------------------------- | -------------------------- | -------------------------- |
| 1          | 9 december 2015     | 6,6% (20ste)               | 8,1% (14de)                | 7,2% (20ste)               | 8,2% (15de)                |                            |
| 2          | 10 december 2015    | 7,9% (18de)                | 9,6% (8ste)                | 9,7% (16de)                | 10,8% (9de)                |                            |
| 3          | 16 december 2015    | 9,6% (13de)                | 12,3% (5de)                | 11,7% (5de)                | 13,9% (5de)                |                            |
| 4          | 17 december 2015    | 10,0% (12de)               | 11,9% (3de)                | 12,1% (6de)                | 14,3% (4de)                |                            |
| 5          | 23 december 2015    | 11,2% (8ste)               | 13,4% (3de)                | 13,4% (5de)                | 15,8% (3de)                |                            |
| 6          | 24 december 2015    | 11,4% (6de)                | 13,4% (2de)                | 13,4% (4de)                | 14,8% (3de)                |                            |
| 2016       |                     |                            |                            |                            |                            |                            |
| 7          | 6 januari 2016      | 13,2% (5de)                | 15,9% (2de)                | 15,7% (4de)                | 18,1% (2de)                |                            |
| 8          | 7 januari 2016      | 14,2% (5de)                | 18,6% (2de)                | 15,6% (4de)                | 17,7% (2de)                |                            |
| 9          | 13 januari 2016     | 14,6% (6de)                | 18,0% (2de)                | 16,4% (4de)                | 19,1% (2de)                |                            |
| 10         | 14 januari 2016     | 16,2% (4de)                | 20,0% (2de)                | 16,4% (4de)                | 19,0% (3de)                |                            |
| 11         | 20 januari 2016     | 16,1% (4de)                | 19,3% (2de)                | 15,1% (4de)                | 16,3% (2de)                |                            |
| 12         | 21 januari 2016     | 16,6% (4de)                | 18,7% (2de)                | 16,6% (4de)                | 18,8% (3de)                |                            |
| 13         | 27 januari 2016     | 15,6% (5de)                | 18,7% (2de)                | 15,1% (4de)                | 17,9% (3de)                |                            |
| 14         | 28 januari 2016     | 17,6% (3de)                | 19,7% (2de)                | 15,6% (4de)                | 17,9% (3de)                |                            |
| 15         | 3 februari 2016     | 15,3% (6de)                | 18,7% (2de)                | 16,3% (3de)                | 18,6% (3de)                |                            |
| 16         | 4 februari 2016     | 17,8% (2de)                | 20,9% (2de)                | 17,0% (3de)                | 19,8% (2de)                |                            |
| 17         | 10 februari 2016    | 15,9% (3de)                | 19,3% (2de)                | 16,3% (3de)                | 18,5% (3de)                |                            |
| 18         | 11 februari 2016    | 18,3% (3de)                | 23,1% (2de)                | 18,0% (3de)                | 20,3% (3de)                |                            |
| 19         | 17 februari 2016    | 17,9% (4de)                | 21,7% (2de)                | 18,1% (3de)                | 20,9% (2de)                |                            |
| 20         | 18 februari 2016    | 20,1% (2de)                | 23,7% (2de)                | 20,3% (2de)                | 22,6% (2de)                |                            |

De kijkcijfers weergegeven in blauw en rood zijn respectievelijk de minst en meest bekeken afleveringen.